# Joc decisiu
En esports, el joc decisiu (en anglés sudden death, 'mort sobtada') és una mesura ràpida de decidir el guanyador d'un enfrontament quan hi ha igualtat de puntuacions en el moment que aquest acabaria de forma natural.
El 1965, el tenista americà James Henry Van Alen II implementà el Van Alen Streamlined Scoring System (VASSS), que introduí el concepte de Sudden Death per desempatar un set. En 1970, el US Open fou el primer Grand Slam en acceptar-lo, el ja anomenat Tie Breaker.

## Esports que implementen el joc decisiu

### Esports de pilota individuals
- Bàdminton

En bàdminton, si un set està empatat a 29, el golden point o punt dorat es juga i qui el marca guanya.
- Golf
- Pilota valenciana
- Tennis

### Esports de pilota per equips
- Bàsquet
- Beisbol i softbol
- Criquet
- Futbol Americà
- Futbol
- Hoquei sobre gel
- Jocs gaèlics
- Rugby
- Voleibol

### Esports de contacte individuals
- Arts Marcials Mixtes
- Boxa

En la boxa amateur, si no hi ha opció a empat per part de la normativa del torneig, se celebra una ronda extra. Qui guanya la ronda, guanya el torneig.
- Esgrima
- Judo

En el cas d'empat en judo, es procedeix al "gol d'or", que consisteix en un enfrontament de 5 minuts durant el qual el primer competidor que aconseguisca un punt, guanya l'enfrontament. Les penalitzacions donen punts al rival, el qual fa que el joc net siga de vital importància. Si no hi ha guanyador en el "gol d'or" el guanyador es decideix per votació de l'àrbitre i els jutges.
- Lluita lliure professional

### Esports de contacte per equips
- Kabaddi

Inclou una golden raid al final del procés de desempat, en la qual certes normes són modificades per a afavorir l'anotació de punts. L'equip que fa punt primer, guanya.
- Kho-Kho

El Kho-Kho incorpora un peculiar joc decisiu conegut com a Minimum Chase en el que cada equip te un torn addicional per a anotar, el que fa el punt més ràpid és el guanyador.